# Totovo Selo
Totovo Selo (cyr. Тотово Село) – wieś w Serbii, w Wojwodinie, w okręgu północnobanackim, w gminie Kanjiža. W 2011 roku liczyła 618 mieszkańców.